# Alex Warren

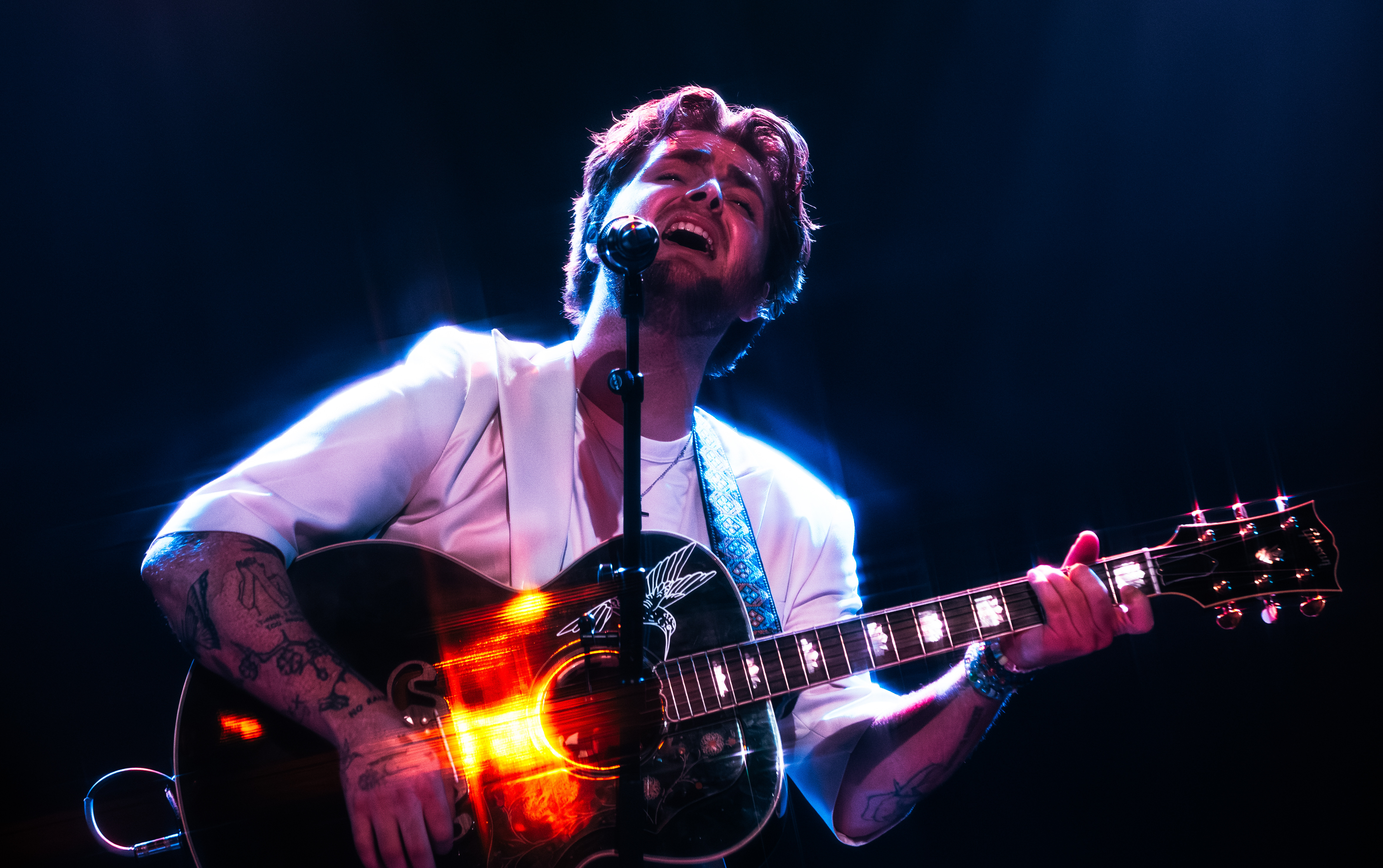
Alex Warren (2023)

Alex Warren (* 18. September 2000 in Carlsbad, Kalifornien; eigentlich Alexander Warren Hughes) ist ein US-amerikanischer Musiker und Videoblogger. Über YouTube und TikTok erlangte er Bekanntheit und 2024 schaffte er mit seinen Musikveröffentlichungen in den USA und Europa den Durchbruch.

## Biografie
Alex Warren stammt aus dem Süden Kaliforniens. Sein Vater starb an Krebs, als er 9 Jahre alt war. Seine Mutter war alkoholkrank und bereitete ihm eine schwierige Jugend. Er flüchtete sich ins Internet und startete mit 15 einen YouTube-Kanal mit Skateboard-Videos. Mit 17 kam es zum Zerwürfnis mit der Mutter und er saß einige Zeit auf der Straße, hielt aber am Videoblogging fest und baute es aus. Er schloss sich der Hype-House-Community auf TikTok an, weitete seine Beiträge auf Comedy und andere Themen aus und gewann enorm an Followern.
Nachdem auch seine Mutter gestorben war, begann er, seine Situation musikalisch zu verarbeiten. 2021 veröffentlichte er mit One More I Love You einen seinem verstorbenen Vater gewidmeten Song. Screaming Under Water und Remember Me Happy waren weitere Songs, mit denen er Aufmerksamkeit errang. Bereits ein Jahr später unterschrieb er bei Atlantic Records und seine erste offizielle Single bei dem Label trug den Titel Headlights. Mit weiteren Veröffentlichungen baute er seine Bekanntheit als Musiker aus und mit dem Song Before You Leave Me gelang ihm 2024 zuerst in Europa der Durchbruch. Neben Großbritannien erreichte er auch in Österreich und der Schweiz die Charts, in Belgien und Norwegen kam er sogar in die Top 10. Ein weiterer Hit war Carry You Home, das zwar nicht in die US-Charts kam, aber Gold-Status erreichte.
Burning Down war dann die letzte Single vor der Veröffentlichung seines Debütalbums und brachte die erste US-Chartplatzierung. You’ll Be Alright Kid (Chapter 1) erschien Anfang Oktober 2024 und erreichte Platz 62 der US-Albumcharts und europaweit Platzierungen. Anfang 2025 kam mit Ordinary bereits die erste Nach-Album-Single heraus. Das Lied stieg unter anderem in den britischen und den Schweizer Charts auf Platz 1 und erreichte weltweit hohe Platzierungen.

## Diskografie
Studioalben
| Jahr | Titel Musiklabel                              | Anmerkungen                                                                                               |
| ---- | --------------------------------------------- | --- |
| 2025 | You’ll Be Alright, Kid Atlantic Records (WMG) | Erstveröffentlichung: 18. Juli 2025 Verkäufe werden in DE You’ll Be Alright, Kid (Chapter 1) hinzuaddiert |